# GPR120
G 단백질 연결 수용체 120(G-protein coupled receptor 120)은 인간의 GPR120 유전자에 의해 암호화 된 단백질이다
GPR120은 로돕신 군의 G 단백질 연결 수용체(GPR)의 구성원이다.
또한 GPR120은 오메가-3 지방산의 항염증제 및 인슐린 감작 효과를 매개하는 것으로 나타났다. GPR120의 결핍은 지방 대사 감소를 담당하여 비만으로 이어진다.
추가적으로 GPR120은 지방을 맛 보는 능력과 연결되어 있다. 이것은 미뢰 세포(특히 다른 G 단백질 연결 맛 수용체를 함유하는 세포 유형 II)에서 발현되며, 그것의 결핍은 두 종류의 지방산(리놀레산 및 올레산)에 대한 선호도를 감소시킨다.

## 추가 자료
- “The G protein-coupled receptor repertoires of human and mouse”. 《Proc. Natl. Acad. Sci. U.S.A.》 100 (8): 4903–8. 2003. doi:10.1073/pnas.0230374100. PMC 153653. PMID 12679517.
- “Free fatty acids regulate gut incretin glucagon-like peptide-1 secretion through GPR120”. 《Nat. Med.》 11 (1): 90–4. 2005. doi:10.1038/nm1168. PMID 15619630.
- “Transcriptome analysis of human gastric cancer”. 《Mamm. Genome》 16 (12): 942–54. 2006. doi:10.1007/s00335-005-0075-2. PMID 16341674.